# Карлос Ривера
Карлос Аугусто Ривера Гера, по-известен като Карлос Ривера, е мексикански певец и актьор, победител в третото издание на мексиканското риалити шоу „La academia“

## Биография
Той е роден на 15 март 1986 г. в Хуамантла, Тласкала в Мексико в семейството на Мария де Лурд Гуери Мартинес Антонио и Хосе Гонсало Жилберто Ривера Рамирес. Израства със сестра си Норма Лизбет. Като дете води програма по местното радио „Huamantla“.

### Кариера
През 2004 г. той спечели слава, като участва в третото издание на мексиканското телевизионно шоу La Academia. През 2005 г. подписва договор със Sony BMG, а дебютният му албум „Carlos Rivera“ излиза година по-късно. Албумът е продаден в 50 000 копия. копия и получи статут на златен диск
Той изигра героя на Фаусто в сапунената опера TV Azteca „La vida es una canción“.
През 2008 г. участва в мюзикъла „Красавицата и звяра“ („La bella y la beast“).
През юли 2009 г. той участва в мюзикъла „ Mamma Mia! 'в Мексико Сити. Той дава гласа на Карлос Наваро, главният герой на анимационния филм Héroes verdaderos (2010).
Вторият албум на изпълнителя, озаглавен „Mexicano“, излезе през 2012 г., придобивайки статут на златен албум.
През 2011 г. Карлос изигра главната роля в мюзикъла „Цар Лъв“ („Ел Рей Леон“) в Мадрид.
През 2014 г. той беше треньор в испанската версия на „The Voice“.
През август 2015 г. излезе най-новият сингъл на Карлос, озаглавен „¿Cómo Pagarte?“. На 5 февруари 2016 г. се състоя премиерата на албума „Yo Creo“.
Той участва в ролята на Андрес Салинас в сериала „El hotel de los secretos“ (2016).

## Дискография

### Студийни албуми
- 2007: Carlos Rivera
- 2010: Mexicano
- 2013: El Hubiera No Existe
- 2016: Yo Creo
- 2018: Guerra
- 2020: Si Fuera Mia EP
- 2021: Crónicas de una Guerra

## Награди и номинации
| Година | Награда                      | Категория                    | Заглавие           | Резултат |
| ------ | ---------------------------- | ---------------------------- | ------------------ | -------- |
| 2013   | Nagrody World Broadway Spain | Най-добър актьор             | –                  | Печеля   |
| 2013   | Nagrody CIRT                 | Най-добрият художник         | –                  | Печеля   |
| 2014   | Nagrody Cadena Dial          | Артистично откритие          | –                  | Печеля   |
| 2017   | Ти Ви и Новелас              | Най-добър поддържащ актьор   | Хотелът на тайните | Печеля   |
| 2017   | Ти Ви и Новелас              | Най-доброто мъжко откровение | Хотелът на тайните | Печеля   |